# Spermophorides tenerifensis
Spermophorides tenerifensis là một loài nhện trong họ Pholcidae. Loài này có ở quần đảo Canaria.